# Eurithia juncta
Eurithia juncta là một loài ruồi trong họ Tachinidae.